# Chlorophyllide

Une chlorophyllide est un précurseur immédiat d'une chlorophylle : ainsi, la chlorophyllide a correspond à une chlorophylle a dépourvue de sa chaîne latérale phytyle, ajoutée à la dernière étape de la biosynthèse de cette molécule par estérification d'un phytol.